# Плодовое (Бахчисарайский район)
Плодо́вое (до 1945 года Азе́к; укр. Плодове, крымскотат.  Azek, Азек) — село Бахчисарайского района Республики Крым, центр Плодовского сельского поселения (согласно административно-территориальному делению Украины — Плодовского сельсовета Автономной Республики Крым).

## Население
| 2001 | 2014  |
| ---- | ----- |
| 1316 | ↘1090 |

Всеукраинская перепись 2001 года показала следующее распределение по носителям языка
| Язык             | Процент |
| ---------------- | ------- |
| русский          | 72.87   |
| крымскотатарский | 16.72   |
| украинский       | 8.81    |
| другие           | 0.61    |

### Динамика численности
| - 1805 год — 112 чел. - 1864 год — 103 чел. - 1886 год — 126 чел. - 1887 год — 219 чел. - 1892 год — 239 чел. - 1902 год — 263 чел. - 1915 год — 274/18 чел. | - 1926 год — 414 чел. - 1939 год — 477 чел. - 1974 год — 896 чел. - 1989 год — 1404 чел. - 2001 год — 1316 чел. - 2009 год — 1215 чел. - 2014 год — 1090 чел. |

## Современное состояние
Плодовое — бывшая центральная усадьба ГП совхоз-завода Плодовое (с 19 августа 2014 года — госпредприятия «Крым-Вино» и «Плодовое-Агропродукт»). В селе 16 улиц. По данным сельсовета на 2009 год, занимало площадь 99 гектаров, на которой, в 392 дворах числилось 1215 жителей. В селе действуют Дом культуры, амбулатория, средняя общеобразовательная школа, библиотека. В селе работает отделение Почты России, мечеть «Азек Джамиси», храм святых мучеников Адриана и Наталии Никомидийских, работают винзавод, консервный цех. Плодовое связано автобусным сообщением с Бахчисараем и Симферополем.

## География
Село расположено на севере района, на правом берегу реки Альма в нижнем течении, на шоссе 35Н-019 Почтовое — Песчаное (по украинской классификации — С-0-10202). Село Песчаное, на морском побережье, в 21 километре. Расстояние до Бахчисарая и Симферополя около 29 км, ближайшая железнодорожная станция Почтовая — в 8 километрах. Село лежит на северном склоне долины на высоте над уровнем моря от 60 до 100 метров, высота центра села над уровнем моря 97 м. Соседние сёла: Стальное в 0,8 км на восток, Дорожное в 2 километрах к западу и Горка — 2,5 километра севернее.

## История
Азек — таково историческое название села, в документах времени Крымского ханства не упоминается. На основании известных фактов, можно сделать вывод, что деревня, как и вся Альминская долина, была родовым бейликом (вотчиной) беев Яшлавских (известных в русской истории как князья Сулешевы). К тому же,
20 января 1787 года, по повелению княза Потёмкина, сливные (орошаемые) сады при деревне Азек были отведены (считай, закреплены новой властью) Таврическому дворянину Ак-Мурзе Яшлавскому. Но впервые деревня упомянута в 1784 году, в Камеральном Описании Крыма судя по которому, в последний период Крымского ханства, Аз-зин входил в состав бакчи-сарайскаго каймаканства бакче-сарайскаго кадылыка. (Многие варианты названий сёл, впервые записанные по-русски со слуха людьми, не знавшими местного языка, более не встречаются ни в одном документе). После присоединения Крыма к России (8) 19 апреля 1783 года, (8) 19 февраля 1784 года, именным указом Екатерины II сенату, на территории бывшего Крымского Ханства была образована Таврическая область и деревня была приписана к Симферопольскому уезду. После Павловских реформ, с 1796 по 1802 год, входила в Акмечетский уезд Новороссийской губернии. По новому административному делению, после создания 8 (20) октября 1802 года Таврической губернии, Азек был включён в состав Актачинской волости Симферопольского уезда.
В Ведомости о всех селениях в Симферопольском уезде состоящих с показанием в которой волости сколько числом дворов и душ… от 9 октября 1805 года в деревне Аззак в 22 дворах проживало 112 человек крымких татар, а земли уже принадлежали некоему капитану Эрнстовскому. На военно-топографической карте генерал-майора Мухина 1817 года в Азеке 24 двора. В результате реформы административно-территориального деления 1829 года Азек, согласно «Ведомости о казённых волостях Таврической губернии 1829 года», приписали к Яшлавской волости (переименованной из Актачинской). На карте 1836 года в деревне 22 двора, а на карте 1842 года обозначено 20 дворов.
В 1860-х годах, после земской реформы Александра II, деревню приписали к Мангушской волости. По результатам VIII ревизии 1864 года, в «Списке населённых мест Таврической губернии по сведениям 1864 года», в состоящем во 2-м полицейском стане Симферопольского уезда Азеке, при реке Алме, — общинной татарской деревне и на владельческих дачах при ней, записано 20 дворов, 103 жителя, 1 мечеть и водяная мельница. По обследованиям профессора А. Н. Козловского начала 1860-х годов, в селении имелись колодцы с пресной водой глубиной 2—4 сажени, а также жители пользовались водой из Альмы. На трехверстовой карте Шуберта 1865—1876 года обозначено 32 двора. Видимо, земли вокруг были распроданы наследниками Ак-Мурзы Яшлавского, и рядом с Азеком возникли хутора новых владельцев: Мейера, Прика и Сперати (два последних в черте современного Плодового). На 1886 год в деревне Азек, согласно справочнику «Волости и важнѣйшія селенія Европейской Россіи», проживало 126 человек в 29 домохозяйствах, действовала мечеть. В Памятной книге Таврической губернии 1889 года в Азеке записано 45 дворов и 219 жителей.
После земской реформы 1890 года деревню отнесли к Тав-Бадракской волости. Согласно «…Памятной книжке Таврической губернии на 1892 год», в деревне Азек, входившей в Биюк-Яшлавское сельское общество, было 239 жителей в 27 домохозяйствах на собственной земле, а на карте 1892 года отмечено 45 дворов и что все жители — крымские татары. По «…Памятной книжке Таврической губернии на 1902 год» в Азеке числилось 263 жителя в 33 дворах уже на общинной земле. По Статистическому справочнику Таврической губернии. Ч.II-я. Статистический очерк, выпуск шестой Симферопольский уезд, 1915 год, в деревне Азек Тав-Бодракской волости Симферопольского уезда числилось 64 двора с татарским населением в количестве 274 человек приписных жителей и 18 — «посторонних». Все владели собственной землёй, которой было 311 десятин. В хозяйствах имелось 208 лошадей, 50 волов и 85 коров при 64 дворах и 274 жителях.
После установления в Крыму Советской власти, по постановлению Крымревкома от 8 января 1921 года была упразднена волостная система и село включили в состав вновь созданного Подгородне-Петровского района Симферопольского уезда, а в 1922 году уезды получили название округов. 11 октября 1923 года, согласно постановлению ВЦИК, в административное деление Крымской АССР были внесены изменения, в результате которых был ликвидирован Подгородне-Петровский район и образован Симферопольский и село включили в его состав. Согласно Списку населённых пунктов Крымской АССР по Всесоюзной переписи 17 декабря 1926 года, в селе Азек, центре Азекского сельсовета Симферопольского района, числилось 110 дворов, из них 107 крестьянских, население составляло 414 человек (207 мужчин и 207 женщин). В национальном отношении учтено: 354 татарина, 47 русских, 7 эстонцев, 3 немцев, 3 записаны в графе «прочие», действовала татарская школа, в 1930 году в селе был организован колхоз. По данным всесоюзная перепись населения 1939 года в селе проживало 477 человек К 1940 году Азек включили в состав Бахчисарайского района.
Во время Великой Отечественной войны, после освобождения Крыма, 18 мая 1944 года, согласно Постановлению ГКО № 5859 от 11 мая 1944 года, крымские татары, составлявшие около 80 % жителей Азека, были депортированы в Среднюю Азию, а 12 августа 1944 года было принято постановление № ГОКО-6372с «О переселении колхозников в районы Крыма» по которому в район планировалось переселить 6000 колхозников и в сентябре 1944 года в район приехали первые новосёлы (2146 семей) из Орловской и Брянской областей РСФСР, а в начале 1950-х годов последовала вторая волна переселенцев из различных областей Украины. 21 августа 1945 года, указом Президиума Верховного Совета РСФСР, село Азек было переименовано в Плодовое, а Азекский сельсовет соответственно в Плодовский. С 25 июня 1946 года Плодовое в составе Крымской области РСФСР. В 1952 году в село прибыла вторая волна переселенцев, из Сумской области УССР. 26 апреля 1954 года Крымская область была передана из состава РСФСР в состав УССР. По данным переписи 1989 года в селе проживало 1404 человека. С 12 февраля 1991 года село в восстановленной Крымской АССР, 26 февраля 1992 года переименованной в Автономную Республику Крым. С 21 марта 2014 года в составе Крыма аннексировано Россией.